# Campeonato de los Cuatro Continentes de Patinaje Artístico sobre Hielo de 2019
El XXI Campeonato de los Cuatro Continentes de Patinaje Artístico sobre Hielo se celebró en Anaheim (Estados Unidos) entre el 7 y el 10 de febrero de 2019 bajo la organización de la Unión Internacional de Patinaje sobre Hielo (ISU) y la Asociación Estadounidense de Patinaje sobre Hielo.
Las competiciones se realizaron en el Honda Center de la ciudad californiana.

## Resultados

### Masculino
| Puesto | Nombre       | País           | Puntos |
| ------ | ------------ | -------------- | ------ |
| Oro    | Shoma Uno    | Japón          | 289,12 |
| Plata  | Jin Boyang   | China          | 273,51 |
| Bronce | Vincent Zhou | Estados Unidos | 272,22 |

### Femenino
| Puesto | Nombre                | País       | Puntos |
| ------ | --------------------- | ---------- | ------ |
| Oro    | Rika Kihira           | Japón      | 221,99 |
| Plata  | Elizabet Tursynbayeva | Kazajistán | 207,46 |
| Bronce | Mai Mihara            | Japón      | 207,12 |

### Parejas
| Puesto | Nombre                                  | País   | Puntos |
| ------ | --------------------------------------- | ------ | ------ |
| Oro    | Sui Wenjing / Han Cong                  | China  | 211,11 |
| Plata  | Kirsten Moore-Towers / Michael Marinaro | Canadá | 211,05 |
| Bronce | Peng Cheng / Jin Yang                   | China  | 205,42 |

### Danza en hielo
| Puesto | Nombre                       | País           | Puntos |
| ------ | ---------------------------- | -------------- | ------ |
| Oro    | Madison Chock / Evan Bates   | Estados Unidos | 207,42 |
| Plata  | Kaitlyn Weaver / Andrew Poje | Canadá         | 203,93 |
| Bronce | Piper Gilles / Paul Poirier  | Canadá         | 202,45 |

## Medallero
| Núm. | País           | Oro | Plata | Bronce | Total |
| ---- | -------------- | --- | ----- | ------ | ----- |
| 1    | Japón          | 2   | 0     | 1      | 3     |
| 2    | China          | 1   | 1     | 1      | 3     |
| 3    | Estados Unidos | 1   | 0     | 1      | 2     |
| 4    | Canadá         | 0   | 2     | 1      | 3     |
| 5    | Kazajistán     | 0   | 1     | 0      | 1     |
|      | TOTAL          | 4   | 4     | 4      | 12    |